# La Ròca de Gajac
La Ròca de Gajac (La Roque-Gageac en francès) és un municipi francès, situat al departament de la Dordonya i a la regió de la Nova Aquitània. Al peu d'uns alts penya-segats en ple migdia, en un rínxol de la Dordonya, gaudeix d'un clima gairebé mediterrani. L'any 1999 tenia 449 habitants.

## Demografia
| 1962                                       | 1968 | 1975 | 1982 | 1990 | 1999 | 2007 |
| ------------------------------------------ | ---- | ---- | ---- | ---- | ---- | ---- |
| 406                                        | 357  | 373  | 404  | 447  | 449  | 416  |
| Des de 1962: població sense dobles comptes |      |      |      |      |      |      |

## Administració
| Període | Identitat     | Partit |
| ------- | ------------- | ------ |
| 1995-   | Jérôme Peyrat | UMP    |

## Història
El poble de La Ròca de Gajac és tan antic com misteriós. Aquest magnífic poble implantat al peu del penya-segat, ha estat ocupat pels homes des de la prehistòria. De l'època galo-romana, queden els vestigis d'una antiga via i l'emplaçament d'una vil·la, així com pou romà en excel·lent estat. L'ocupació coneguda del lloc és tanmateix menys llunyana, ja que és sobre els voltants de l'any 849 amb la vinguda dels normands al Perigord. Època d'invasions, vikings, amb els seus drakkars pujant la Dordogne, queden els antics forts construïts al penya-segat pels locals, per protegir-se d'aquests últims. Altres vestigis d'aquesta època són els recintes amb cases fortificades, que van fer de La Ròca de Gajac una veritable fortalesa. Aquesta veritable plaça forta va resistir les rivalitats entre Capets i Plantagenets (francesos i anglesos). Només les portes permetien entrar al poble.
A l'edat mitjana, La Ròca de Gajac tenia uns 1.500 habitants. En aquell Temps, la Dordonya feia viure pescadors i treballadors del port.
La Ròca de Gajac va ser molt de temps regida per l'abat, després bisbe, de Sarlat, l'església parroquial es trobava tanmateix a Sant Donat (a 1,5 km), mentre que fins al segle xiv el poble només posseïa una senzilla capella. És llavors quan el poble esdevé la residència secundària del bisbe de Sarlat, per tal d'assegurar la seva seguretat. Això feu que nobles i burgesos vinguessin a instal·lar-se a la ciutat episcopal, atraient-hi rics, lletrats i savis. La guerra dels Cent Anys va crebantar una mica aquesta pau a la ciutat i el Renaixement tornà la calma. Aleshores s'embelleix de voltes emmerletades, de teulades punxegudes, de finestres amb l'estil de l'època.
D'aquesta era, queden les ruïnes de l'antic castell senyorial dels bisbes, els forts troglodítics, les muralles de l'antiga fortalesa, reforçats el 1662 abans de ser desmantellats al començament del segle xviii, i les cases fortificades dels nobles, on destaca el casal de la família Tarde, dominant sempre el cor del poble.
Jean Tarde, una de les figures més importants de la regió, va néixer a La Ròca de Gajac, cap a 1561, i les seves cròniques són la base de la història medieval del poble. Van ser un cèlebre astrònom, filòsof, matemàtic, arqueòleg, teòleg i historiador, va ser canonge teologal, és a dir defensor del dogma, i el Vicari General del bisbed de Sarlat.
En un viatge a Roma, va portar un telescopi, que li va ser ofert per Galileo. Aquest regal li permetrà de donar suport a les teories de Copèrnic, demostrant que els astres giren al voltant del sol i sobre ells mateixos. Tanmateix, aquestes teories van ser rebutjades per l'església i va ser obligat a abjurar aquestes idees davant del tribunal de la inquisició. Jean de Tarde va morir el 1636 i la seva fi marca el declivi de la Roque Gageac.
Quan Geoffroy de Vivans, famós capità hugonot i senyor de Doissac, s'emparà a la Roque-Gageac, el 1589, el castell del bisbe i les cases dels nobles, començaven ja a deteriorar-se, moltes estaven ja abandonades. Llavors, el poble va ser venut pel bisbe a un senyor de Salignac. Durant la Fronde, malgrat l'estat ruïnós del recinte, els habitants van resistir als atacs de Marsin, un tinent del príncep de Condé. A l'època de Lluís XIV, l'edicte de 1669 sobre els drets de pesca va donar el riu al rei i va privilegiar el barcatge en detriment dels pescadors. Després de la revolució, el barcatge s'intensifica i va fer de la Roque Gageac un port molt important. Passa a ser un centre comercial, després d'haver estat una centre militar, tot continuant sent un poble de pescadors.
Després de la Segona Guerra Mundial i la fi de les gabares, La Ròca de Gajac es va renovar abans de conèixer la catàstrofe del gener de 1957: un bloc de 5000 m3 de roca, es va separar i va caure al poble, destruint una desena de cases, matant 3 persones i tallant la carretera durant diversos anys. La dissolució de la calcita (carbonat de calci servint de flexibilitat) que va arrossegar el desenganxament de la roca. La Roque Gageac es va haver de refer amb una nova cara, sense trair el seu antic aspecte, cosa que li va permetre d'obtenir el títol de pobles més bonics de França, fa alguns anys ja, i de ser classificat en tercer lloc després del Mont Saint-Michel i Rocamadour. Prop de l'església s'hi troba un jardí tropical, cultivat per un científic, director de medi ambient de l'OCDE, reagrupant dotze varietats de palmeres, de llorers roses, cactus, tarongers, llimoners, etc. René Deushère és avui el propietari del penya-segat i ha restaurat l'escala per accedir als forts.

## Agermanaments
- Saint-Thomas-de-Joliette